# Theodora Remundová

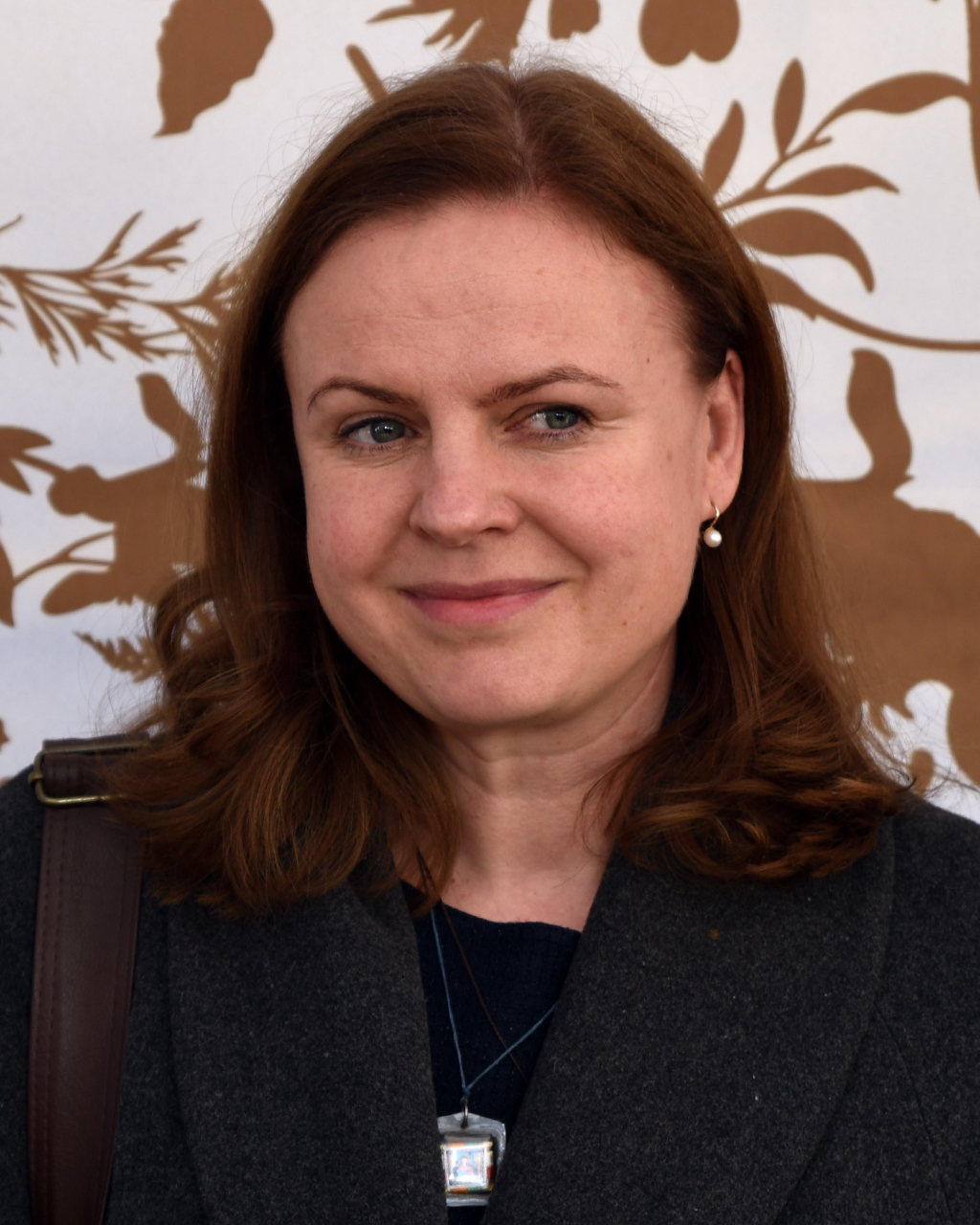
Theodora Remundová im Jahr 2023

Theodora Remundová (* 28. Januar 1974 in Prag, Tschechoslowakei) ist eine tschechische Schauspielerin und Dokumentarfilmerin.

## Leben
Theodora Remundová wurde in den 1970er Jahren in Prag geboren. Ihr Vater war der Theaterregisseur Stanislav Remunda (1927–2012), ihre Mutter ist die Schauspielerin Iva Janžurová (* 1941). Zur Schauspielerei kam Theodora über den Umweg der Filmregie. Zunächst studierte sie im Fachbereich Dokumentarfilmregie an der Film- und Fernsehfakultät der Akademie der Musischen Künste (FAMU) in Prag, wo sie mit ihren Filmen (z. B. dem Fernsehfilm Kočky), meist in Kooperation mit dem tschechischen Fernsehen, eine gewisse Aufmerksamkeit erzeugte. 2003 drehte sie mit der Unterstützung eines staatlichen Stipendiums den Dokumentarfilm Niceho nelituji, für den sie auf dem Internationalen Filmfestival Karlovy Vary mit dem Preis für den Besten Dokumentarfilm – Besondere Erwähnung ausgezeichnet wurde.
Ihren ersten Auftritt vor der Kamera hatte Theodora Remundová im Jahr 1981 in dem Film Zralé víno an der Seite ihrer Mutter und ihrer Schwester. In ihrem späteren Leben ergaben sich einige Rollenangebote über Castings von Klassenkameraden bzw. Bekannten. Hierzu zählen ihre Rollen in Jan Hřebejks Fernsehfilm Okno (1997) oder Michaela Pavlátovás Kinofilm Praha očima...  (1999). In Alice Nellis’ Spielfilmdebüt Ene bene spielt sie 2000 wieder mit ihrer Mutter Iva Janžurová. Auch im zweiten Spielfilm von Alice Nellis Familienausflug mit kleinen Geheimnissen (im Original Výlet) aus dem Jahr 2002 setzte sich diese Zusammenarbeit fort. Für die Rolle der Zuzanna in diesem Film erhielt sie eine Nominierung für den Český lev („Böhmischer Löwe“) als Beste Nebendarstellerin.
Sie begann ab Mitte der 1990er Jahre an einigen Prager Theatern zu spielen, wo sie insbesondere im Theater am Geländer wichtige Rollen verkörperte. Ab Mitte der 2010er Jahre begann sie wieder vermehrt als Regisseurin zu arbeiten.
Ihre ältere Schwester Sabina Remundová (* 1972) ist ebenfalls Schauspielerin.

## Filmografie
- 1999: Praha očima
- 2000: Ene bene
- 2002: Familienausflug mit kleinen Geheimnissen (Výlet)
- 2003: Ničeho nelituji